# Kel-Tec SUB-2000卡賓槍
Kel-Tec SUB-2000是一款由槍械設計師喬治·凱爾格倫所設計、美国佛罗里达州可可市槍械公司Kel-Tec數控工業公司所研製及生產的半自動手槍口徑卡賓槍。發射9×19毫米帕拉貝倫和.40 S&W這二種手枪子彈。
Kel-Tec SUB-2000是一款廉價的卡賓槍，利用反沖作用槍機操作，其復進簧位於管狀槍托，使用多種槍械製造商的手槍的可拆卸式彈匣供彈，而且將彈匣插槽設於手槍握把以內。它最明顯的特徵就是它能將槍身折疊一半以便大量儲存和運輸，這時使得它的外形要比其他步槍更為極其苗條。該卡賓槍使用來自半自動手槍的可拆卸式彈匣供彈。手槍口徑上的卡賓槍與手槍相比的主要優點包括延長了瞄準基線長度，有助於精確射擊；長槍管亦更充分有效地燃燒彈藥內的裝藥，增加彈頭速度；而且射手與武器之間有著更多的接觸點亦可增加其射擊時的穩定性。
Kel-Tec SUB-2000半自動卡賓槍有時會被誤認為是一款突击步枪，而事實上它只是一款半自動手槍口徑卡賓槍，不會（而且無法）發射步槍子彈。

## 設計
Kel-Tec SUB-2000具有兩種口徑版本，其槍管、膛室、彈匣等都是為了發射9×19毫米或.40 S&W的手槍子彈。它是由一名瑞典籍的美国槍械設計師喬治·凱爾格倫（英語：George Kellgren）所設計的，他亦曾經在早期的胡斯克瓦那（位於瑞典）、英特拉泰克公司和格倫德爾（英語：Grendel）等的品牌下設計了多種槍械。
Kel-Tec SUB-2000由六個部分組成：槍機、閉鎖塊、槍身、扳機、槍托和彈匣。
Kel-Tec SUB-2000的機匣是由一種耐衝擊性改進型玻璃钢強化尼龙製造。前端設有一個緊扣槍管和照門的铰链鎖。而這這個鎖是由可以旋轉的扳機護環緊扣鎖上。機匣必須由多個鎖耳緊密地與槍托連接。位於機匣底部所安裝的手槍握把，能夠裝上不同的半自動手槍彈匣，但必要根據明確說明使用指定的半自動手槍彈匣。機匣還裝上了發射機構。4130輕型軍械钢製槍管裝有彈簧的軸環，以確保能夠在機匣和聚合物前護木和完全可調的準星之間準確地卡緊。前護木還具有一定的整合空間，以裝上後備电池和／或其他小型設備。管狀鋼鐵槍托內可以容納槍機活動，並且在撞擊聚合物槍托底板內的緩衝器時停止的。此外，較重的兩片式鋼槍機夾著擊針，底部裝有拉機柄。復進簧導桿和緩衝器會協助驅動槍機。其發射配置是傳統的單動操作。它具有主動式扳機脫離鉤，推動槍機保險到位以阻止擊針阻鐵移位和鬆開扳機。淬火鋼製造的拋殼口是內置的。這種長行程設計，可以加大其操作上的邊際範圍。

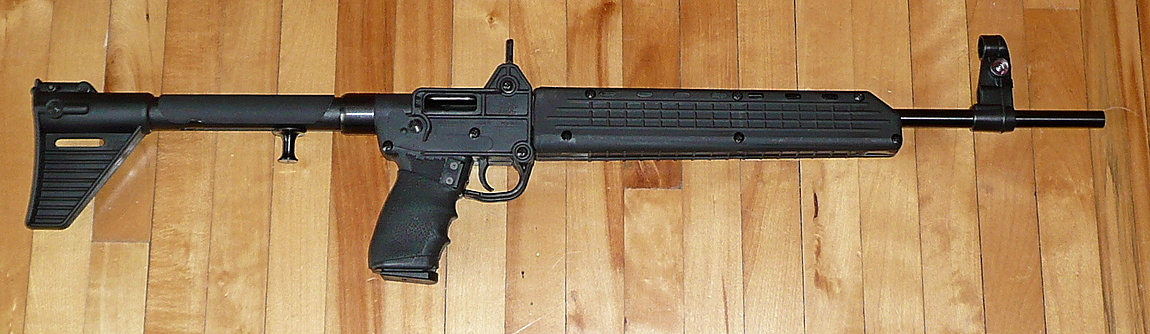
裝有18.5英吋槍管的加拿大型第一代Kel-Tec SUB-2000

基本型SUB-2000的設計是相當不尋常的可向上折疊式設計，折疊後的總長度只有槍身伸展時的一半以便大量儲存和運輸。折疊時需要向下拉動扳機護圈和將槍管組件向上擺動直至前護木與卡賓槍的頂部對接。槍上的準星基座與裝在槍托底板頂部的閂鎖對接固定，亦可以使用鑰匙對折疊位置鎖緊以增加安全性。折疊後全槍不能射擊。槍身折疊後的長度的406.4毫米（16英吋）。
Kel-Tec SUB-2000的有效射程超過100公尺（109.36码，328.08英尺）。在小於50公尺（54.68码，164.04英尺）的距離，9毫米子彈的槍口初速接近.357麥格農。在200公尺（218.72码，656.17英尺），子彈的速度會降至接近.380 ACP的槍口初速。Kel-Tec SUB-2000空槍時的重量是1.81公斤（64盎司，4磅）。
Kel-Tec SUB-2000可以裝上多種戰術配件，包括：全戰術導軌護木、裝在槍口的刺刀、裝在前護木的前握把、兩腳架、戰術燈、雷射瞄準器、裝在機匣頂部的各種光学瞄準镜、紅點鏡／反射式瞄準鏡、全息瞄準鏡、棱鏡式瞄準鏡、夜視鏡或熱成像儀、裝在槍托的備用彈匣槽、加厚槍托墊板和其兩點式槍背帶。
目前生產的第二代SUB-2000卡賓槍，除了在手槍握把與護木後部採用了RFB半自動步槍風格的方型紋路以外以改善人體工學以外，護木前部的上下都整合了前代所沒有的MIL-STD-1913戰術導軌以分別裝上光学瞄準镜（比如紅點鏡／反射式瞄準鏡、全息瞄準鏡、棱鏡式瞄準鏡）以及垂直前握把、戰術燈和／或雷射瞄準器等戰術附件。

## 使用
這種類型的武器有著廣闊的市場。執法人員使用這種武器並且利用與他們的手槍相同的彈匣重新裝填子彈。這不但降低後勤工作量，而且在某些情況下達到更遠的射程和更高精度。它也被一些背著背包的徒步旅行者和露營所使用，取代現已停產、木製槍托和不可摺疊的馬林營用卡賓槍，用作一枝主要的半自動手槍口徑卡賓槍。這種卡賓槍亦被運動用戶所吸引並且作為非正式比賽和休閒射擊步槍，因為它的重量輕，價格低廉，而且能夠使用一般容量的手槍彈匣。

## 衍生型

### SU-2000SS
Kel-Tec SU-2000SS是SUB-2000的消聲型版本。

## 配置
不同型號可以使用各種9毫米和.40 S&W口徑的半自動手槍的彈匣：
- 9毫米：
  - 格洛克17
  - 格洛克19
  - 史密斯威森M59
  - 貝瑞塔92
  - SIG P226
- .40 S&W：
  - 格洛克22
  - 格洛克23
  - 史密斯威森M4006（英语：Smith & Wesson Model 4006）
  - 貝瑞塔96
  - SIG P226

## 使用者
- 乌克兰：2022年俄羅斯入侵烏克蘭期間由阿德里安·凱爾格倫捐贈400枝。

## 流行文化

### 电影
- 2009年—《蒸發的摩根夫婦》：由文森特（Vincent，邁克爾·凱利飾演）所使用。

### 电视剧
- 2010年—《尼基塔》：2012年10月19日第3季第1集（播出順序為第46集）“3.0”，裝上導軌護木、消聲器、瞄準鏡和兩腳架，原本由馬丁（Martin，謝恩·韋斯飾演）所使用，後來被亞歷山德拉·“艾莉”·烏迪諾夫（Alexandra "Alex" Udinov，琳德茜·冯塞卡飾演）所奪取。

### 電子遊戲
- 2013年—：命名為「Cavity 9mm」，以33發格洛克18手槍彈匣供彈, 奇怪的是9mm子彈在不命中要害的情況下可以造成非常大的傷害。

## 資料來源
1. 1 2 3 4 5 6 7 8 9  （英文）—Kel Tec—SUB-2000 的存檔，存档日期2013-10-04.
2. ↑  Magpul.com—PMAG 17 GL9, PMAG 21 GL9 and PMAG 27 GL9
3. ↑  （英文）—Kel-Tec Sub 2000 Accessories （页面存档备份，存于）

## 外部連結
- （英文）—Manfacturer: Kel-Tec（页面存档备份，存于）
- （英文）—Manufacturer's page on the SUB 2000
- （英文）—Kel-Tec Owners Group
- （英文）—KT SUB-2000, the Mousegunner's Carbine（页面存档备份，存于）
- （英文）—Kel-Tec Sub-2000 review, Gunblast.com （页面存档备份，存于）
- （英文）—Impact Guns—Kel-Tec SUB 2000 Carbines
- （英文）—Modern Firearms—Kel-tec SUB 2000 carbine （页面存档备份，存于）
- （英文）—The Firearm Blog.com—
  - A look back at the Kel-Tec Sub-2000 （页面存档备份，存于）
  - Kel-Tec’s New Sub2000 Ver. 2.0 （页面存档备份，存于）
  - Hank Strange Reviews the Generation 2 Kel-Tec Sub-2000 （页面存档备份，存于）
  - Kel Tec SUB2000 Gen2 9mm (Glock Variant) Hands-on Review （页面存档备份，存于）
  - M-Carbo Springs for the Kel-Tec Sub 2000 – Better Trigger Pull （页面存档备份，存于）
  - Review: Midwest Industries Kel-Tec Sub2000 Gen 2 Optic Mount （页面存档备份，存于）
  - POTD: Suppressed SBR Takedown Kel-Tec Sub2000 （页面存档备份，存于）
  - POTD: Navy Blue Kel-Tec Sub2000 Gen 2 （页面存档备份，存于）
  - POTD: Kel-Tec Sub2000 Gen 2 （页面存档备份，存于）
- （英文）—The Truth About Guns.com—
  - Gun Review: Kel-Tec Sub-2000 .40 （页面存档备份，存于）
  - One Good Reason to Buy a 30-Round Glock Magazine （页面存档备份，存于）
  - The Taliban Confirm It: Folding Firearms Are the Future （页面存档备份，存于）
  - New Kel-Tec Sub-2000 Quad Rail （页面存档备份，存于）
  - Obscure Object of Desire: $2,000+ Suppressed SUB-2000 SBR （页面存档备份，存于）
  - Winter Project: Customizing Your Kel-Tec SUB-2000 （页面存档备份，存于）
  - New From Kel-Tec: Gen2 Sub-2000 and CMR-30 （页面存档备份，存于）
  - Kel-Tec at the 2015 Texas Firearms Festival. Come and Shoot it! KSGs, SUB-2000s and PMR-30s For Sale! （页面存档备份，存于）
  - Gun Review: Kel-Tec SUB-2000 9mm Carbine (GLOCK Magazine Compatible) （页面存档备份，存于）
- （英文）—Guns & Ammo.com—11 Great Pistol Caliber Carbines （页面存档备份，存于）
- （英文）—RifleShooter.com—Kel-Tec Sub-2000 Review（页面存档备份，存于）
- （英文）—Shotgun News.com—Revamped for 2015: Kel-Tec Sub 2000 Gen 2（页面存档备份，存于）
- （英文）—Tactical Life.com—Top 7 9mm Pistol-Caliber Carbines （页面存档备份，存于）
- （英文）—The Kel-Tec Sub2000（页面存档备份，存于）
- （英文）—YouTube上的Video of operation
- （简体中文）—D Boy Gun World（槍炮世界）—Kel-Tec SUB-2000卡宾枪 （页面存档备份，存于）